# Épouse mon mari
 (avril 2024).
Production
Diffusion
Épouse mon mari (hangeul : 내 남편과 결혼해줘 ; RR : Nae nampyeongwa gyeolhonhaejwo) est une série télévisée sud-coréenne en seize épisodes de 70 minutes diffusée du 1er janvier au 20 février 2024 sur tvN, adaptée du manhwa coréen du même nom écrit par Sung Sojak et dessinée par LICO, disponible sur Webtoon. 
La série est disponible sur Prime Video dans les pays francophones.

## Synopsis
Initialement situé en 2023, une femme atteinte d'un cancer gastrique en phase terminale qui a été assassinée accidentellement par son mari après avoir été témoin de sa liaison avec sa meilleure amie, se réveille dix ans plus tôt (2013) et commence sa seconde vie. Désormais déterminée à ne pas subir le même sort, elle essaie de convaincre sa meilleure amie de prendre en main son destin et d'épouser son mari tout en s'assurant de vivre sa meilleure vie cette fois-ci, sans aucun regret.

## Distribution

### Acteurs principaux
- Park Min-young (VF : Tiffanie Jamesse) : Kang Ji-won
  - Kim Ah-hyun : Kang Ji-won, jeune
- Na In-woo (en) (VF : Alexandre De Caro) : Yoo Ji-hyuk
- Lee Yi-kyung (VF : Stéphane Marais) : Park Min-hwan
- Song Ha-yoon (en) (VF : Cécile Vigne) : Jeong Su-min
  - Uhm Seo-hyun : Jeong Su-min, jeune
- Lee Gi-kwang (en) (VF : Yoann Borg) : Baek Eun-ho

### Acteurs secondaires
- Gong Min-jeung (VF : Coralie Coscas) : Yang Ju-ran
- Choi Gyu-ri (VF : Soizic Fonjallaz) : Yoo Hui-yeon
- Kim Joong-hee (VF : Philippe Bozo) : Kim Gyeong-uk
- Ha Do-kwon (en) (VF : Bertrand Dingé) : Lee Suk-jun
- Moon Sung-keun : Yoo Han-il
- Jung Kyung-soon (VF : Cécile Arnaud) : Kim Ja-ok
- Jung Suk-yong : Kang Hyun-mo
- Cho Jin-se (VF : Grégory Kristoforoff) : Cho Dong-seok
- Moon Soo-young : Kim Shin-woo
- Bae Geu-rin (en) (VF : Valérie Bachère) : Ha Ye-ji
- Jang Jae-ho : Lee Jae-won
- Jung Jae-seong (VF : Éric Aubrahn) : Wang Heung-in, le directeur

Version française dirigée par Antoine Nouel au studio Deluxe Media Paris, d'après une adaptation des dialogues de Maïa Michaud, Émilie Pannetier, Jérôme Dalotel et Aurélie Bourgeois.
 Source et légende : version française (VF) sur RS Doublage et cartons du doublage français.

## Diffusion
- tvN (2024)
- Amazon Prime Video (2024)